# Begonia dicressine
Espèce
Begonia dicressine est une espèce de plante herbacée monoïque de la famille des Begoniaceae. C'est une plante vivace, rhizomateuse, de 15 à 20 cm de haut. L'espèce fait partie de la section Platycentrum. Ce bégonia au port compact est originaire du nord de la Birmanie.

## Description

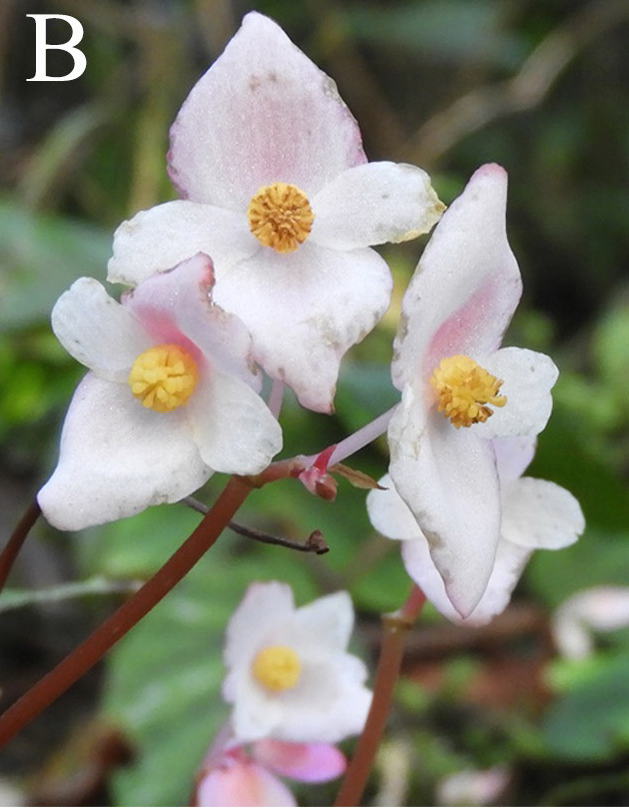
Fleurs mâles de B. dicressine

Le rhizome, qui court au sol, donne directement naissance à des feuilles alternes, d'environ 10 cm de long sur 6, portées par un pétiole brun rougeâtre, couvert de longs poils. Ces feuilles présentent une surface glabre à reflets irisées, au revers rouge foncé à marron, et une nervation palmée à sept nervures, dont celle du centre porte des poils. Ovales et asymétriques, les feuilles ont une base oblique et un apex apiculé. Leur marge est crénelée irrégulièrement, avec quelques poils ciliés. Eric Wahlsteen avait d'abord décrit B. dicressine comme étant une espèce aux feuilles unicolores, mais à maturité la plante est parsemée de taches argentées entre les nervures.
L'inflorescence axillaire porte à sa cyme trois ou cinq fleurs unisexuées, mâles (apicales) ou femelles (latérales), sur un pédoncule glabre de 3 cm de long, puis des pédicelles vert blanchâtre, glabres, d'environ 2 cm de long. Les bractées glabres, étroites et lancéolées sont caduques et disposées par paires sur chaque pédicelle. Mesurant environ 2 mm par sept, elles ont un apex acuminé et une marge entière. Les fleurs mâles ont quatre tépales blancs, dont la partie externe porte des poils rouges clairsemés et une centaine d'étamines rassemblées en un pompon jaune. Les fleurs femelles ont cinq à six tépales blancs et glabres, avec deux (parfois trois) styles spiralés. L'ovaire, à deux locules, est glabre. Le fruit, fortement recourbé, est une capsule garnie d'ailes latérales plus courtes, en forme de rebord, et d'une aile plus longue de 2,5 cm.
Begonia dicressine ressemble à Begonia rockii Irmsch. par ses pétioles à longs poils blancs doux (et non couleur rouille), ses feuilles dont la marge est irrégulièrement crénelée (non dentée), son limbe foliaire aux poils présents sur la nervure médiane (non hispiduleux) et ses inflorescences glabres (non à poils clairsemés). 

## Répartition géographique

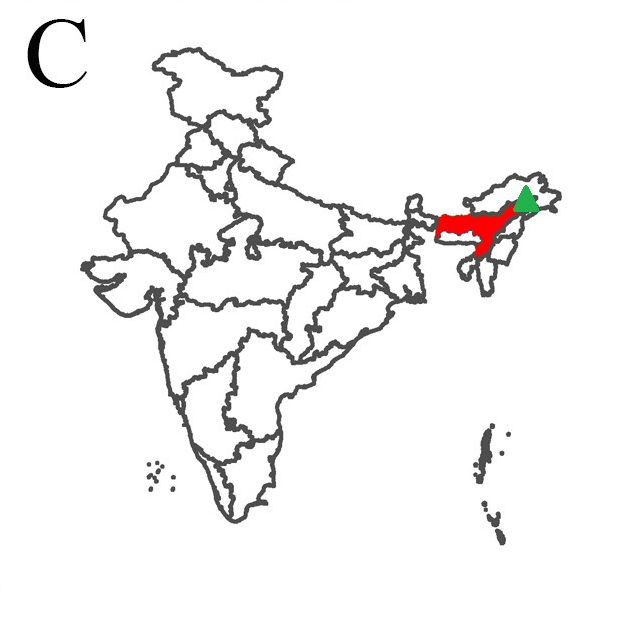
Carte de répartition de l'espèce, au nord-est de l'Inde et en Birmanie

Cette espèce est originaire du nord de la Birmanie, mais on la trouve aussi dans l'Arunachal Pradesh, au nord-est de l'Inde,.

## Systématique
Le nom correct complet (avec auteur) de ce taxon est Begonia dicressine Wahlsteen.
Cette espèce est assignée à la section Platycentrum.
Begonia dicressine a pour synonyme :
- Begonia putaoensis Y.H.Tan, M.B.Maw & H.B.Ding